# Companhia de Água e Esgoto do Ceará
A Companhia de Água e Esgoto do Estado do Ceará (Cagece) é a empresa de saneamento básico do estado brasileiro do Ceará com sede em Fortaleza.
A Cagece é uma sociedade de economia mista de capital aberto que tem por finalidade a prestação dos serviços de abastecimento de água e coleta de esgoto em todo o estado do Ceará. Atualmente, a empresa está presente em 314 localidades de 151 municípios. A população coberta de água é 5,4 milhões de cearenses, incluindo 2,6 milhões de habitantes somente em Fortaleza.
Só na Capital, a cobertura de abastecimento de água chega à 98,59%, somando um total de 2.606.031 pessoas beneficiadas pelo serviço da Companhia. Já no Interior, este índice chega à 98,01%, representando 2.812.511 beneficiados com água tratada em sua residência.
A extensão da rede de distribuição de água soma 9.784,78 km dos quais 3.963.505 km somente na capital. Do total de ligação do estado 97,14% possuem hidrômetros, enquanto Fortaleza já está 98,91% unidades de medidas.
A Cagece beneficia com uma cobertura de 2.427.894 hab. no Ceará com serviços de coleta de esgoto sanitário através 383.252 de ligações de esgoto. A rede coletora tem uma extensão de 4.720,03 km. O índice de cobertura do sistema de esgotamento sanitário chega a 42,5% para todo o Estado, totalizando 1.8 milhão de pessoas atendidas com rede de esgoto. Só na Capital, este índice é aproximadamente de 62%, contra 26,8%, apenas no Interior.
Em setembro de 2022, foi realizado leilão de Parceria Público-Privada (PPP) para prestar serviços de esgoto para 4,3 milhões de pessoas em 24 municípios localizados nas regiões metropolitanas de Fortaleza e do Cariri, vencido pela Aegea com ofertas de R$ 7,65 milhões e R$ 11,4 milhões pelos lotes 1 e 2 do leilão e representando deságios de 27,9% e 37,9% em relação aos valores do edital, respectivamente. A Cagece continuará responsável pelo fornecimento de água tratada.